# Серби (Нижньосілезьке воєводство)
Серби (пол. Serby, нім. Zerbau) — село в Польщі, у гміні Глогув Глоговського повіту Нижньосілезького воєводства.
Населення — 1757 осіб (2011).
У 1975-1998 роках село належало до Легницького воєводства.

## Демографія
Демографічна структура станом на 31 березня 2011 року:
|          | Загалом | Допрацездатний вік | Працездатний вік | Постпрацездатний вік |
| -------- | ------- | ------------------ | ---------------- | -------------------- |
| Чоловіки | 881     | 197                | 621              | 63                   |
| Жінки    | 876     | 175                | 553              | 148                  |
| Разом    | 1757    | 372                | 1174             | 211                  |